# Farmakodynamika
Farmakodynamika (ang. pharmacodynamics) – dział farmakologii zajmujący się wpływem leków na organizm, w tym odpowiedzią farmakologiczną oraz czasem trwania i wielkością obserwowanej odpowiedzi na dane stężenie leku.